# Liten blåklocka
Blåklocka kan även vara slanguttryck för blåtira.
Liten blåklocka (Campanula rotundifolia) är en flerårig växt med blå blommor. En närstående art är stor blåklocka, Campanula persicifolia. Campanula rotundifolia complex är en tetraploid variant.
Svenska Botaniska Föreningen utsåg den 13 mars 2021 liten blåklocka till Sveriges nationalblomma. Detta efter en omröstning i vilken allmänheten kunde delta, och där sammanlagt cirka 81 000 röster lades.

## Beskrivning
Första året blommar inte liten blåklocka, utan den bygger upp sitt näringsarbete genom det underjordiska, mångåriga grensystem, varifrån de blommande och fruktsättande skotten ska utvecklas. På dessa skott finns endast små och smala blad, eftersom deras huvuduppgift inte är näringsarbetet.
Blommar juli — september.
Kromosomtal 2n = 34, 68.

### Underarter
- Campanula rotundifolia ssp. rotundifolia.
- Skredblåklocka, även kallad rasblåklocka, Campanula rotundifolia ssp. groenlandica (Berlin) Á.Löve & D.Löve. Den förekommer endast i fjälltrakterna.

## Habitat
Blåklockor är vanliga över hela Norden. Under högsommarens sol framkommer ett rikligt blomsterliv, där olika typer av blåklockor ofta förekommer.

### Utbredningskartor
- Norden

Nordliga gränslinjer inlagda för stor resp liten blåklocka. I Jotunheimen går liten blåklocka upp till 1 920 m ö h.
- Norra Halvklotet

Gränslinjer inlagda för stor resp liten blåklocka samt för underarterna Campanula rotundifolia ssp. langdorffiana A.Gray och Campanula rotundifolia ssp. Rocky Mountains.

## Biotop
Torra ängsbackar, örtbackar. 

## Etymologi
- Släktnamnat Campanula är diminutiv av latin campana, och betyder alltså liten klocka.
- Artepitetet rotundifolia är latin, rotundus = rund och folium = blad; alltså rundbladig på svenska. Det syftar på de njurlika eller rundat hjärtlika bladen i de rosetter som bildas på förstärkningsskotten under växtens första år.

### Landskapsblomma
Blåklockan är, tillsammans med ängsklocka, Dalarnas landskapsblomma. Debatten vilken av dem som är den "riktiga" har gått fram och tillbaka, men på 1990-talet nåddes en kompromiss om att båda kunde vara landskapsblomma. Blåklockan var dock den som först blev utsedd och dessutom den enda av dessa två som var spridd i hela landskapet i början av 1900-talet.

### Nationalblomma
I en publik omröstning arrangerad av Svenska Botaniska Föreningen utsågs år 2021 liten blåklocka till Sveriges officiella nationalblomma.

## Bygdemål
| Namn          | Trakt                      | Referens | Förklaring |
| ------------- | -------------------------- | -------- | --- |
|               |                            |          | |
| Blåbläller    | Småland                    | [ 4 ]    | Bläller = bjällror |
| Dunebjälla    | Västergötland (Täg socken) | [ 5 ]    | Bjälla = bjällra |
| Dåmbjälla     | Småland (Östbo härad)      | [ 6 ]    | Bjälla = bjällra |
| Fingarhattar  | Gotland                    | [ 7 ]    | = Fingerhättor d v s fingerborgar |
| Klockartuppur | Dalarna (Floda)            | [ 8 ]    | Klockar = klockor; tuppur = toppar, d v s enbart själva blomman                                                                                        |
| Kobjälla      | Småland                    | [ 4 ]    | Bjälla = bjällra |
| Salukluckur   | Dalarna (Älvdalen)         | [ 5 ]    | Salu = svala i dalmålet, syftande på att blomningen börjar då svalor återkommit från sitt vinterviste. Kluckur = klockor. (Jfr svalblomma och svalört) |
| Saluskälla    | Dalarna (Mora)             | [ 5 ]    | Skälla är en speciell utformning av en klocka, som vid vallning hänges kring ledarkons hals                                                            |
| Skälltuppor   | Dalarna (Järna)            | [ 8 ]    | Skäll avser här en skälla; med tuppur menas toppar, d v s enbart själva blomman                                                                        |
| Örnaklocka    | Västergötland (Täg socken) | [ 5 ]    | Örna = öronliknande |

## Bilder

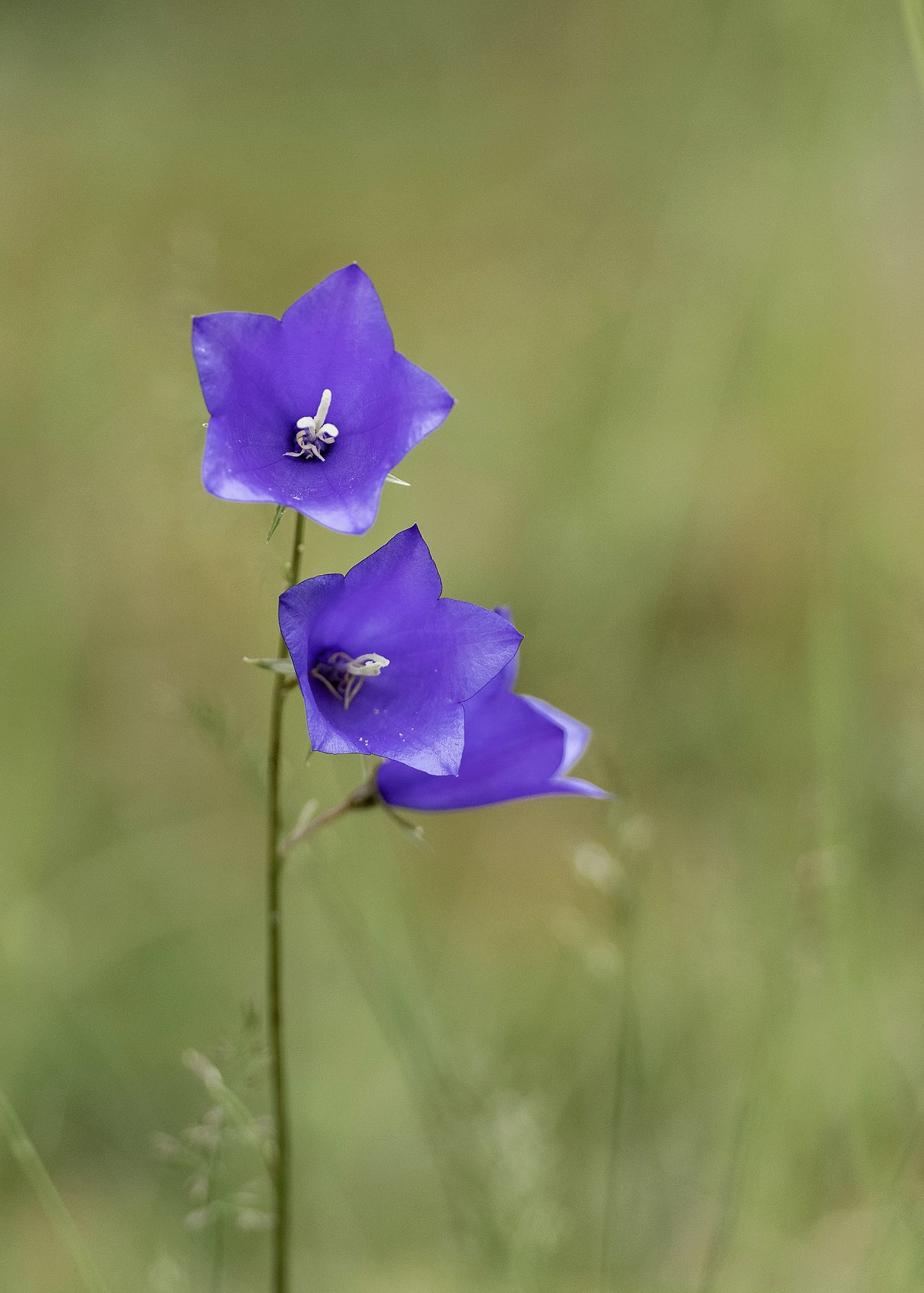
Blåklocka
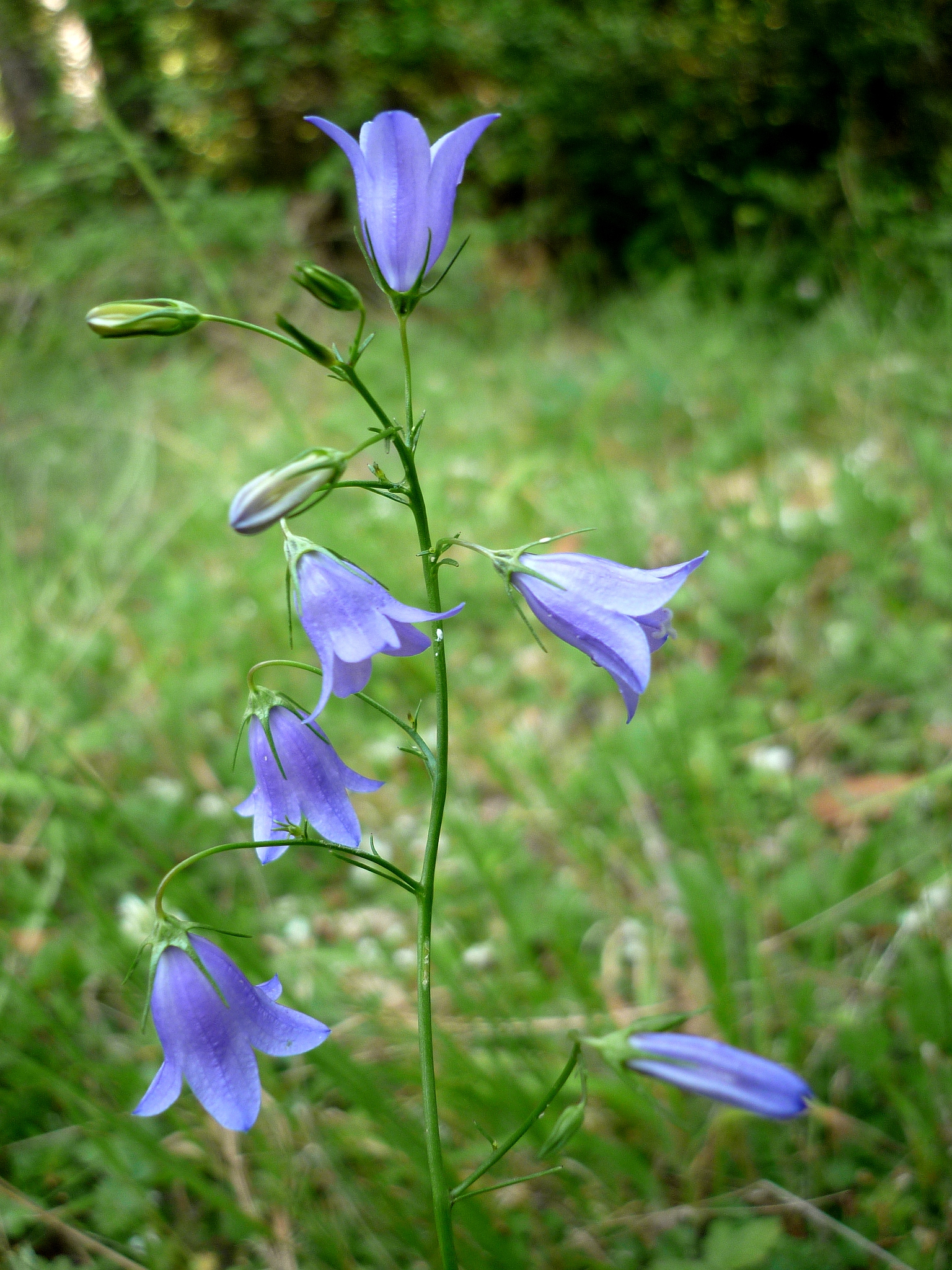
Liten blåklocka på en äng
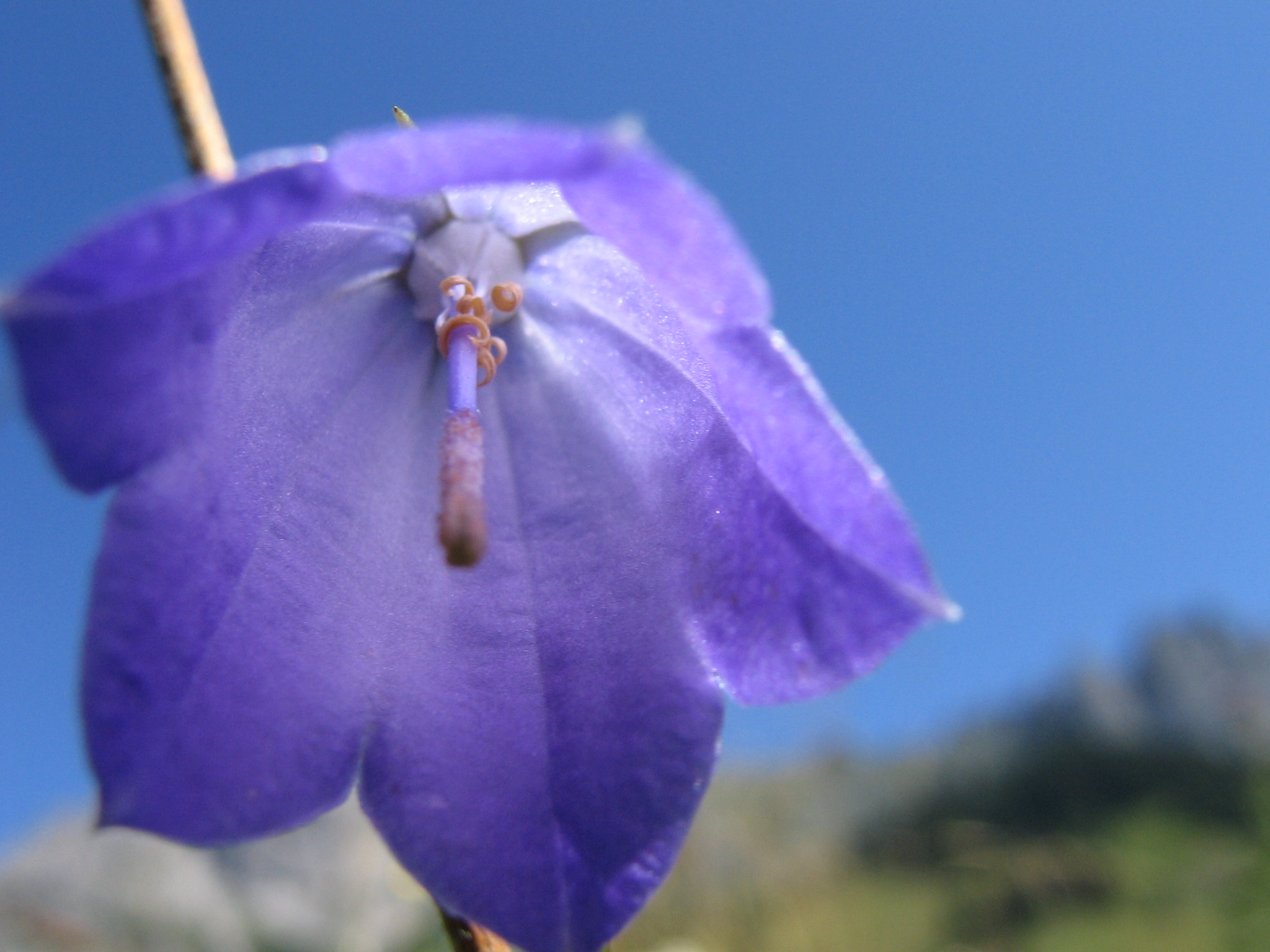
Blommans inre
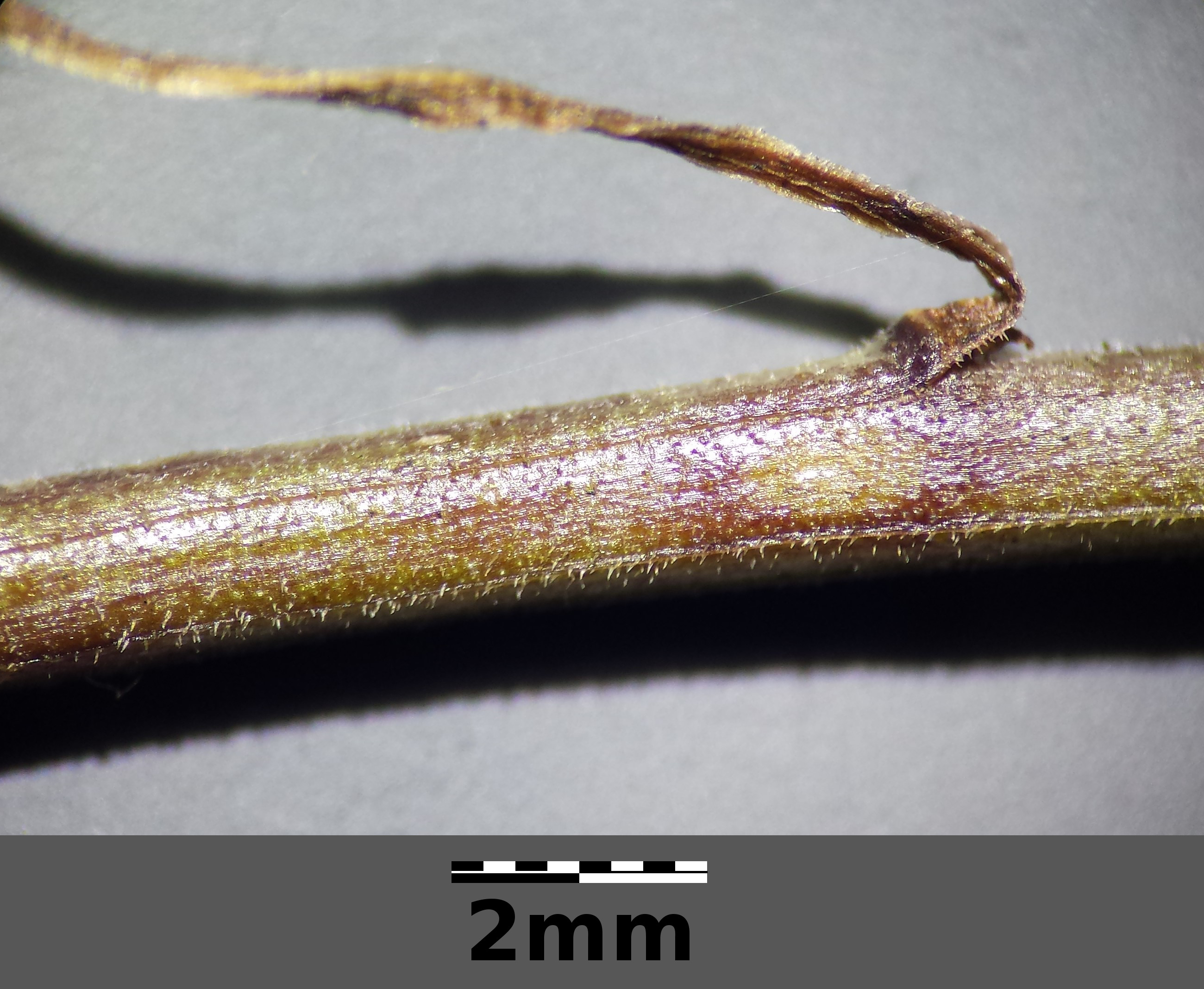
Stipel Lägg märke till stjälkens behåring
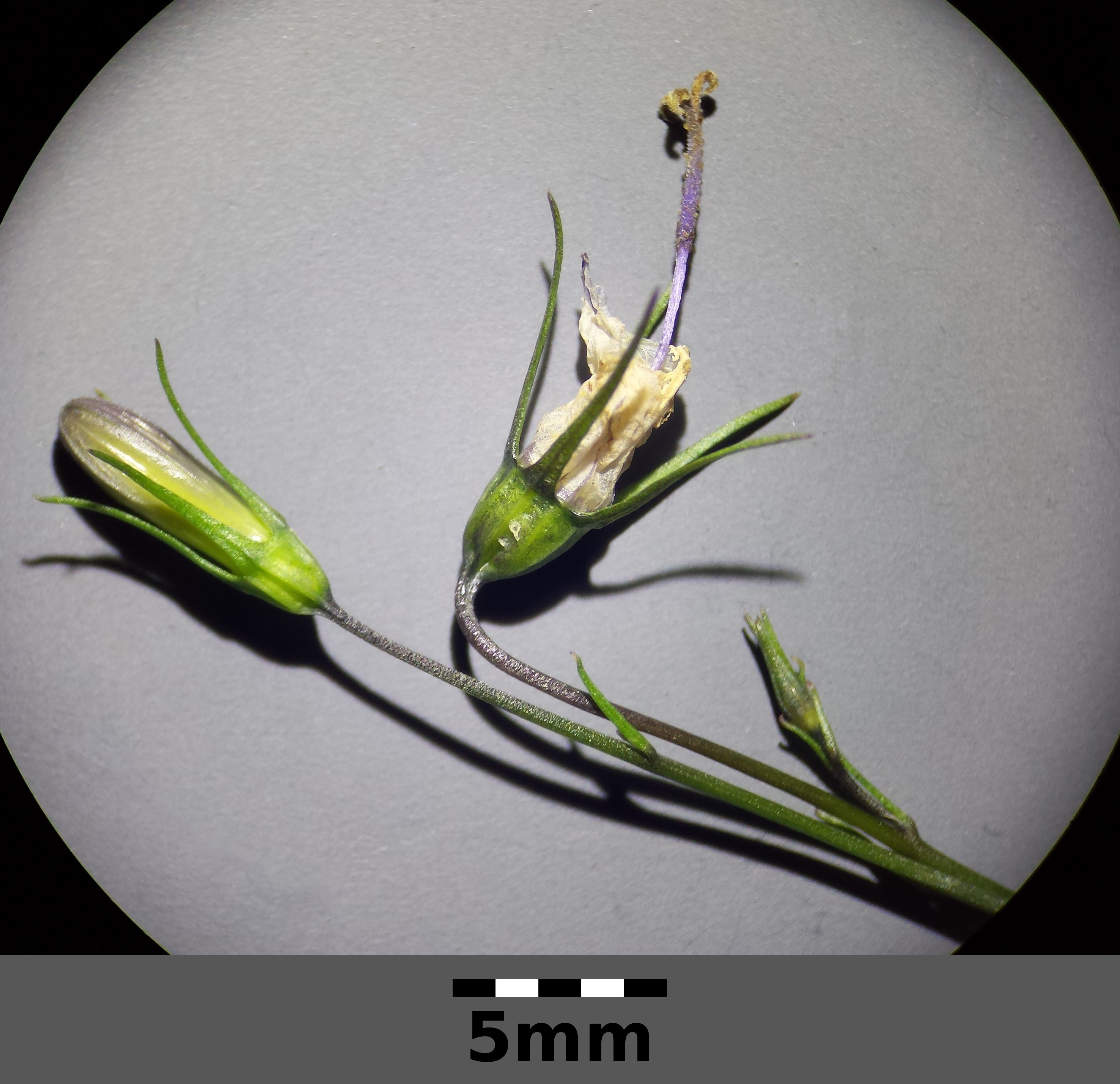
Nutation
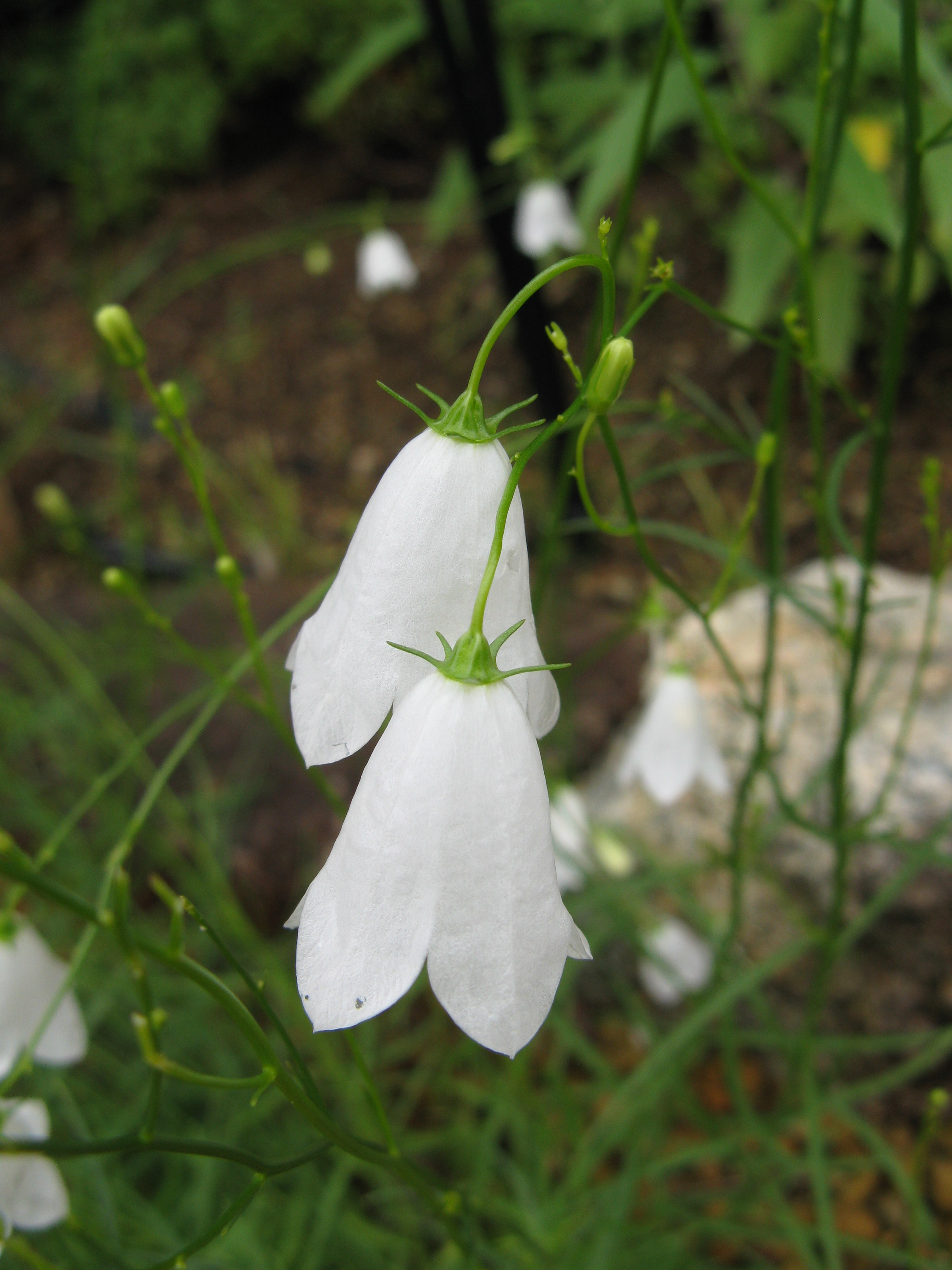
Campanula rotundifolia var. alba (Alba = vit)
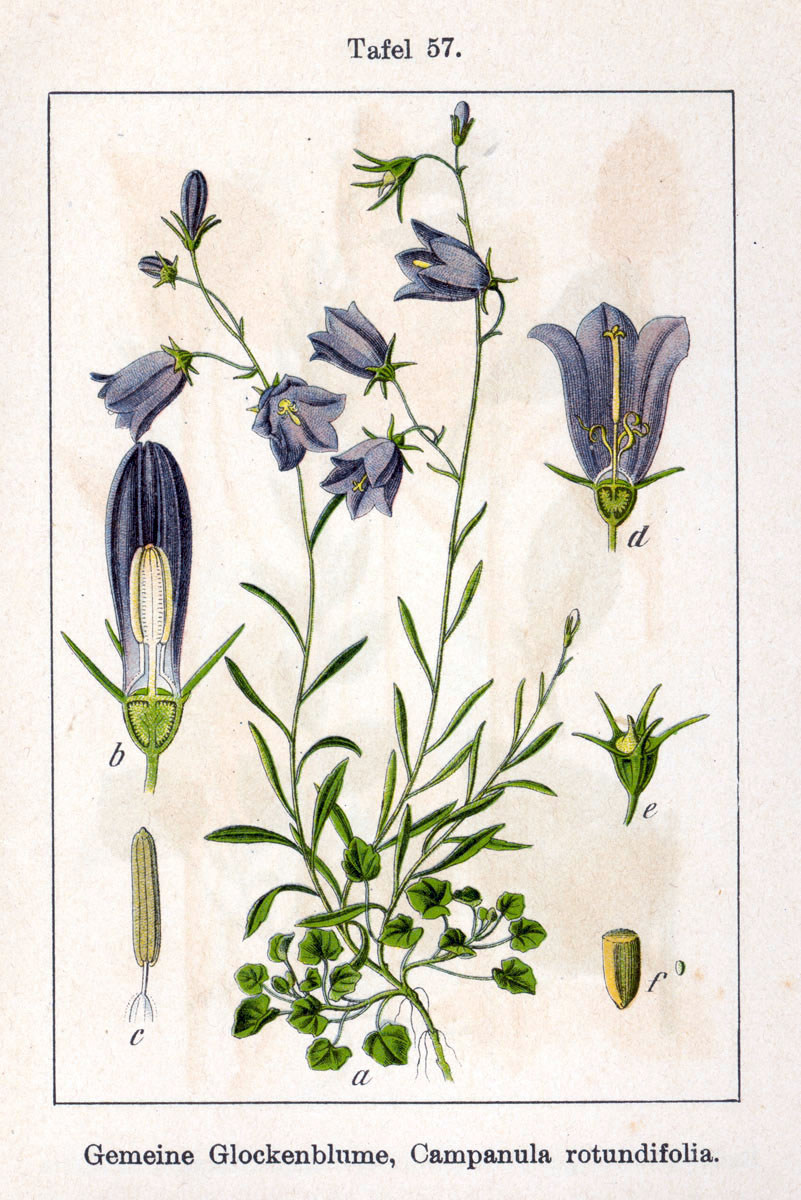
Johann Georg Sturm: Deutschlands Flora in Abbildungen, bild 57 (Illustratör: Jacob W. Sturm)